# Ломен (Саксонија)
Ломен (њем. Lohmen) општина је у њемачкој савезној држави Саксонија. Једно је од 41 општинског средишта округа Зексише Швајц-Остерцгебирге. Према процјени из 2010. у општини је живјело 3.234 становника. Посједује регионалну шифру (AGS) 14628240.

## Географски и демографски подаци
Ломен се налази у савезној држави Саксонија у округу Зексише Швајц-Остерцгебирге. Општина се налази на надморској висини од 219 метара. Површина општине износи 25,8 km². У самом мјесту је, према процјени из 2010. године, живјело 3.234 становника. Просјечна густина становништва износи 125 становника/km².

## Међународна сарадња
| Мјесто | Држава | Врста сарадње | Од    |
| ------ | ------ | ------------- | ----- |
|        | Пољска | партнерство   | 1996. |
| Извор  |        |               |       |